# Krzysztof Zabłocki (tłumacz)
Krzysztof Zabłocki (ur. 30 listopada 1951) – polski tłumacz, wykładowca Uniwersytetu Warszawskiego, były członek zarządu Stowarzyszenia Tłumaczy Literatury, członek zarządu Stowarzyszenia Lambda Warszawa.

## Ważniejsze utwory wydane w Polsce
- Jean Genet, Matka Boska Kwietna (Tenten 1994)[3]
- Martin Amis, Forsa (Czytelnik 1995)[4]
- Martin Amis, Informacja (Czytelnik 2000)[5]
- Paul Auster, Wynaleźć samotność (Noir sur Blanc 1996)[6]
- Samotny wędrowiec w krainie malarstwa (rozmowy z Balthusem) (Noir sur Blanc 2004)[7]
- Georges Perec, Pamiętam że (Wydawnictwo Lokator 2013)
- Joe Brainard, I Remember (Wydawnictwo Lokator 2014)
- Marcel Bénabou, Dlaczego nie napisałem żadnej z moich książek (Wydawnictwo Lokator 2017)

Jest też autorem licznych innych przekładów, w tym drukowanych w „Literaturze na Świecie” (m.in. Cioran, współcześni pisarze francuscy i anglosascy). Przekładał też wiersze, m.in. takich autorów jak Emily Dickinson, Walt Whitman, Philip Larkin, Kingsley Amis.
Opublikował szkice literackie dotyczące zwłaszcza literatury i kultury angielskiej i francuskiej, tematyki przekładu literackiego, czy autobiografizmu (m.in. w „Literaturze na Świecie”, „Gazecie Wyborczej”, „Rzeczypospolitej”, „Akcencie”, „EleWatorze”, „OderÜbersetzen”).
Wśród przekładów jest też proza i poezja homoerotyczna, bądź dotycząca tej tematyki (Jean Genet, Edmund White, Paul Verlaine, Arthur Rimbaud); jest także współautorem przekładów tekstów/dialogów do filmów o tematyce LGBTQ (w tym niemiecko-brytyjsko-amerykańskiego Paragraf 175, o prześladowaniach homoseksualistów w okresie nazizmu).
Autor haseł dotyczących m.in. angloamerykańskich i francuskich pisarzy gejowskich w Leksykonie pisarzy świata XX wieku, Fundacja Literatura Światowa, 1997 (II wyd.), oraz szeregu szkiców i felietonów o pisarzach homoseksualnych (m.in. Jean Genet, Andre Gide, Herve Guibert) zwłaszcza w „Literaturze na świecie”.
Opublikował m.in. artykuł o homofobii w Polsce w książce Challenging Homophobia, Trentham Books (UK & USA), 2007, a w wersji niemieckiej w Sexuelle Vielfalt lernen, Querverlag, Berlin 2008, oraz szkice i felietony dotyczące tematyki LGBTQ (m.in. „Polityka”, „Zielono i w poprzek”, „Homiki.pl”), artykuł o języku LGBTQ w piśmie „InterAlia” (interalia.queerstudies.pl, 14/2019) oraz szkic o Wolfgangu Jöhlingu w książce Sexual Culture in Germany in the 1970s (Palgrave Macmillan 2019). 
W 2023 w "Dwumiesięczniku Pole" (poledwumiesięcznik.com, numer 3) opublikował quasi autobiograficzny esej literacki Czas. Podszepty queerowej pamięci (dostęp od 31.12.2023).
Współautor HomoWarszawy – przewodnika kulturalno-historycznego, (Abiekt.pl, Lambda, SOF 2009); wydanie (znacznie zmienione) w języku angielskim QueerWarsaw – Historical and Cultural Guide to Warsaw (2010).
Uczestnik wielu konferencji „Queer Studies”, „LGBTQ”, oraz Rady Europy, dotyczących społeczeństwa obywatelskiego (m.in. Berlin, Paryż, Sztokholm, Haga, Glasgow, Edynburg). Związany ze Stowarzyszeniem Lambda Warszawa od początku istnienia tej organizacji.
Członek założyciel Stowarzyszenia Otwarte Forum i redakcji portalu Homiki.pl